# Velehradi apátság
A Velehradi apátság egy egykori ciszterci kolostor a Chřiby hegy keleti lábánál, Velehrad faluban, mintegy 5 km-re Uherské Hradištětől. A kolostort a 13. század elején alapították, és Morvaország legrégebbi ciszterci kolostora. A kolostor és bazilika a Cseh Köztársaság legfontosabb zarándokhelye, a Velehradi Nemzeti Zarándoklatot minden évben itt tartják, amelyen rendszeresen több tízezer-százezer zarándok vesz részt, valamint számos kisebb rendszeres és alkalmi zarándok vállalkozás is látogatja. Jelenleg a kolostor a jezsuitákhoz tartozik, akik a zarándokhelyet és velehrádi plébániát igazgatják. Egy része a Stojan Gimnáziumnak ad otthont.

## Története
A prčicei és hradeci Jindřich Vítkovice és Robert olmützi püspök kezdeményezésére a kolostort I. László morva őrgróf alapította Veligrad falu közelében.
A kolostort késő román stílusban, a korai gótika hatására építették, és 1228. november 27-én szentelte fel Robert olmützi püspök. 1421 januárjában a morva husziták felgyújtották a kolostort. A helyreállítás Ekard schwobeni apát vezetésével zajlott 1587–1592-ben. A harmincéves háborúban a kolostor kétszer is érintett volt. Először Bethlen Gábor erdélyi fejedelem serege pusztította 1623-ban, másodszor pedig 1626-ban, az oláh lázadók bevonulásakor. A kolostor épületeinek egy másik, kora barokk rekonstrukcióját 1629–1635-ben Jan Greifenfels pilsenburgi apát végezte.
A kolostor jelenlegi formáját 1685–1735-ben nyerte el egy 1681-es tűzvész után. A kolostor épületének javítása után Petr Silavecký apát helyreállította a kolostor templomát, amelyet utódai: Bernard Kašpárek, Florián Nezorin és Josef Malý apátok folytattak. A rekonstrukció során figyelembe vették azt is, hogy az elmúlt évszázadokban a környező terepet 2 méterrel megemelték.
A hajó feletti román stílusú harangtornyot, amelyet a 16. században masszív reneszánsz toronnyá építettek át, leszerelték, és a helyére barokk kupolát helyeztek. Az öt románkori apszis közül kettőt új domborzati szintre emeltek, számos értékes építészeti elemet barokk homlokzattal borítottak, vagy építőanyagként használtak fel.
A jozefini reformok idején a kolostort 1784-ben felszámolták. A templom azóta plébániaként működik, bár a plébánia csak 1825-ben jött létre a faluban. 1890-ben a kolostort a Jézus Társasága szerezte meg, amely kollégiumot, majd gimnáziumot hozott létre itt. 1950-ben megszűnt a kollégium és a gimnázium, 1990-től ismét Velehradon működik a Jézus Társasága. 2004 óta működik itt a Stojan Gimnázium.

## Nevezetes személyek
- Itt hunyt el Tarnóczy Mátyás (1605–1655), szepesi és csanádi püspök

## Bazilika

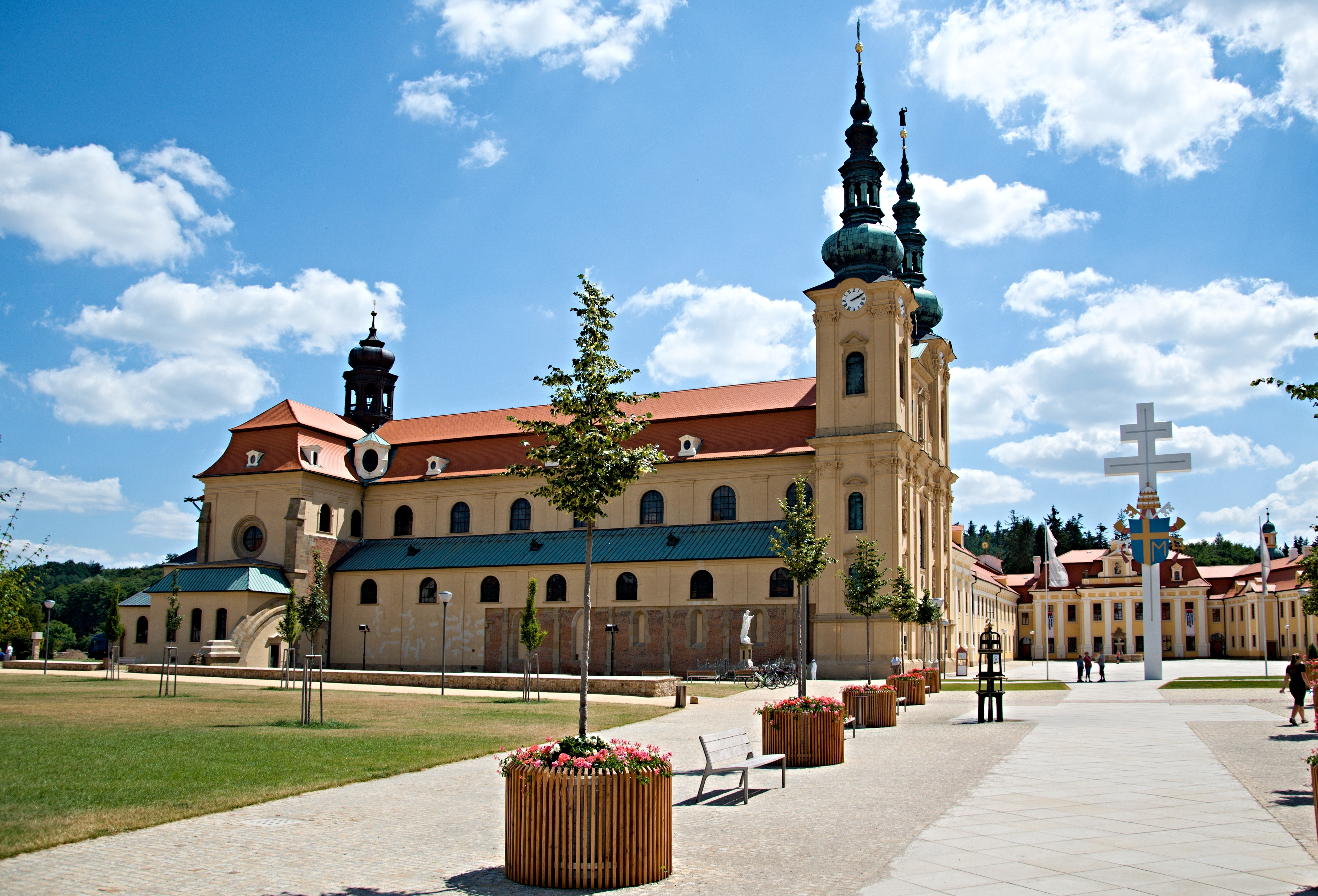
A velehradi bazilika